# Karen Dionne
Karen Dionne (Akron, 1953) è una scrittrice statunitense specializzata in narrativa poliziesca.

## Biografia
Nata nel 1953 a Akron, Ohio, si è trasferita con la famiglia a Detroit a 8 anni e si è laureta alla Grosse Pointe North High School e successivamente ha studiato all'Università del Michigan.
Ha esordito nella narrativa gialla nel 2008 con Freezing Point e in seguito ha pubblicato altri 3 romanzi oltre a racconti e rubriche tenute sull'HuffPost e sul The New York Review of Books.
Iscritta all’associazione International Thriller Writers e fondatrice di "Backspace", una community online di scrittori, con il romanzo La casa del padre ha vinto il Premio Barry nel 2018.

## Opere principali

### Romanzi
- Freezing Point (2008)
- Boiling Point (2010)
- The Killing (2014)
- La casa del padre[5] (The Marsh King’s Daughter, 2017),  Milano, Sperling & Kupfer, 2018 traduzione di Chiara Brovelli ISBN 978-88-200-6425-9.

### Racconti
- Calling the Shots nell'antologia First Thrills: High-Octane Stories from the Hottest Thriller Authors di AA. VV. (2008)

## Premi e riconoscimenti
- Premio Barry per il miglior romanzo:2018 per La casa del padre